# Rio Chacabuco
Rio Chacabuco är ett vattendrag i Chile.   Det ligger i regionen Región de Aisén, i den södra delen av landet, 1 500 km söder om huvudstaden Santiago de Chile.
Trakten runt Rio Chacabuco består i huvudsak av gräsmarker. Trakten runt Rio Chacabuco är nära nog obefolkad, med mindre än två invånare per kvadratkilometer.